# Istrums landskommun
Istrums landskommun var en tidigare kommun i dåvarande Skaraborgs län.

## Administrativ historik
Kommunen inrättades i Istrums socken i Valle härad i Västergötland när 1862 års kommunalförordningar trädde i kraft. 
Vid kommunreformen 1952 uppgick kommunen i Valle landskommun som 1971 uppgick i Skara kommun.